# Muelle de carga
Un muelle de carga es un espacio en un edificio o instalación donde se cargan y se descargan camiones o ferrocarriles. Se encuentran comúnmente en edificios comerciales e industriales, y almacenes particularmente. 

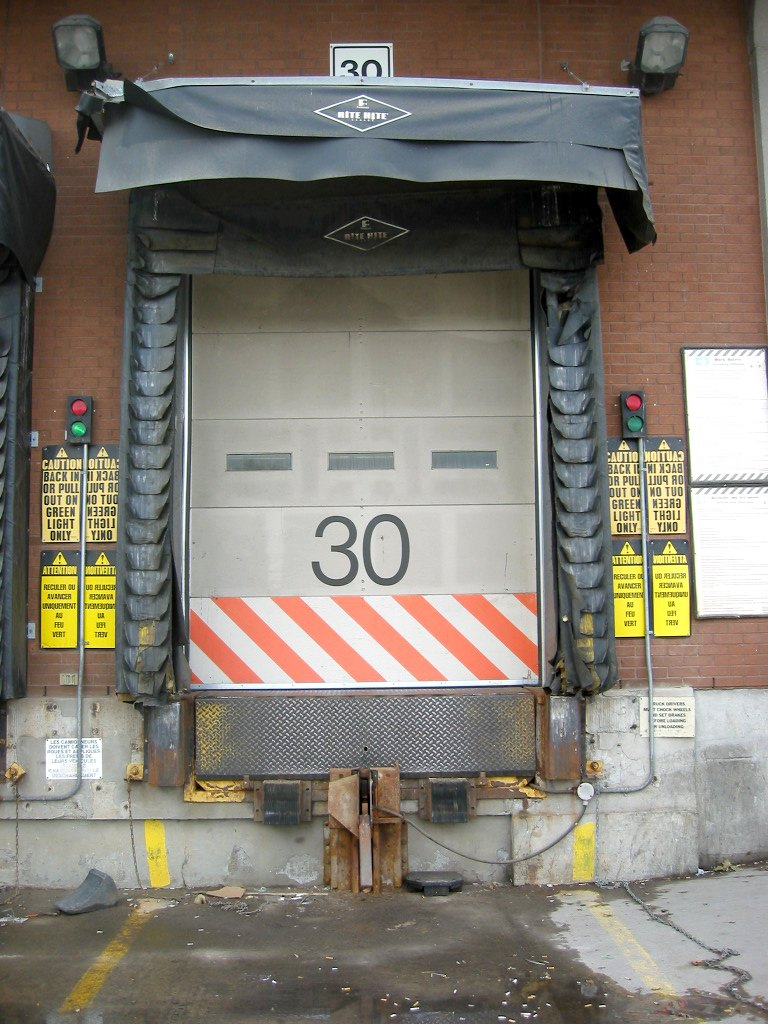
Moderno muelle de carga con puerta elevada, nivelador, sellos, toldo y sistemas de retención de camiones

Los muelles pueden ser exteriores, rasantes con el edificio o introducidos completamente en el mismo. Son parte del servicio o de la infraestructura de una instalación proporcionando típicamente acceso directa a las zonas de espera, almacenes y elevadores de carga.
Su principal función es la de conseguir que la plataforma de la caja de un camión o vagón quede nivelado con el pavimento de un almacén o fábrica para poder realizar las operaciones de carga/descarga de mercancías,  bien sea para realizar la operación manualmente o por medio de transpaletas o carretillas elevadoras que acceden al interior de la caja del vehículo.    Existen muelles de carga en fábricas o centros logísticos muy automatizados donde las operaciones de carga/descarga de los palets en los camiones se realizan por medio de transportadores autónomos no operados por ninguna persona.
Para facilitar la manipulación de materiales, los muelles de carga se pueden equipar de los siguientes elementos:
- Topes: protegen el muelle contra daño del camión y también pueden ser utilizados como guía por el conductor de camión cuando da marcha atrás.
- Nivelador de muelle: una plataforma de altura regulable usada como puente entre el muelle y el camión. Se puede manejar vía sistemas mecánicos (muelles), hidráulicos o neumáticos.
- Plataforma elevadora: tiene la misma función que un nivelador pero actúa de forma similar a una plataforma para permitir mayores ajustes de altura.
- Sellos del muelle: bloques de espuma compresibles contra los cuales se apoya el camión cuando está aparcado. Los sellos se utilizan en los muelles al exterior en climas fríos donde proporciona protección contra la climatología.
- Sistema de restricción del camión o del vehículo: un gancho fuerte de metal montado a la base del muelle que engancha al marco o al tope de un remolque y evita que se aleje rodando durante las operaciones de carga. Puede manejarse vía sistemas manuales, hidráulicos o eléctricos. Este sistema puede sustituir o trabajar conjuntamente con las cuñas de la rueda.
- Luz del muelle: una luz articulada móvil montada dentro del que se utiliza para proporcionar iluminación dentro del camión durante las operaciones de carga.

Los almacenes que manejan carga paletizada utilizan un nivelador de muelle de modo que los artículos se pueden cargar y descargar fácilmente usando equipamiento mecánico (por ejemplo, una carretilla elevadora). La altura más común del muelle es 120-130 cm, aunque ocurren las alturas de hasta 140 cm también. Cuando un camión se apoya en el muelle, los topes en el muelle y los topes en el remolque entran en contacto y crean un hueco. También, el piso del almacén y la cubierta del remolque pueden no estar alineados horizontalmente. Un nivelador de muelle llena el vacío entre un camión y un almacén para acomodar una carretilla elevadora.
Donde no es práctica habitual instalar muelles concretos permanentes o para las situaciones temporales, es común utilizar una versión móvil del muelle a menudo llamado rampa.

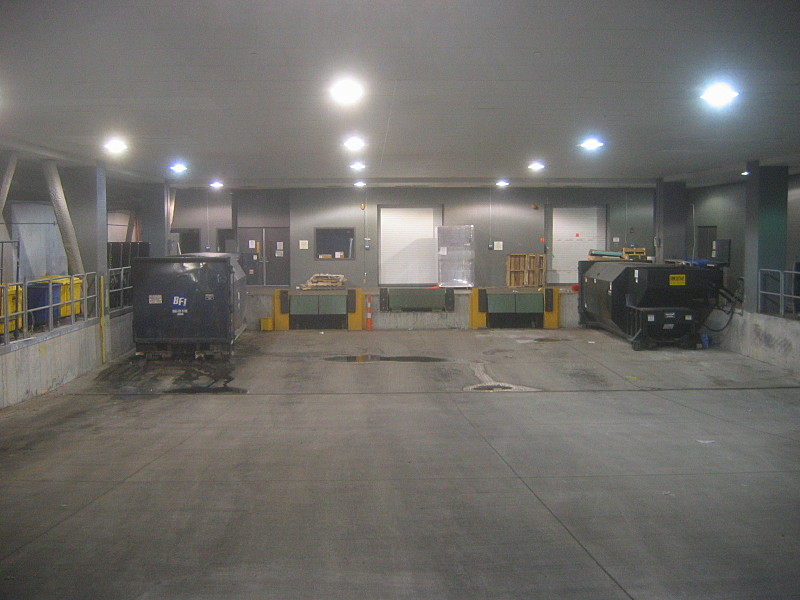
Un muelle de carga en el Nuevo Edificio de Investigación, Harvard Medical School.
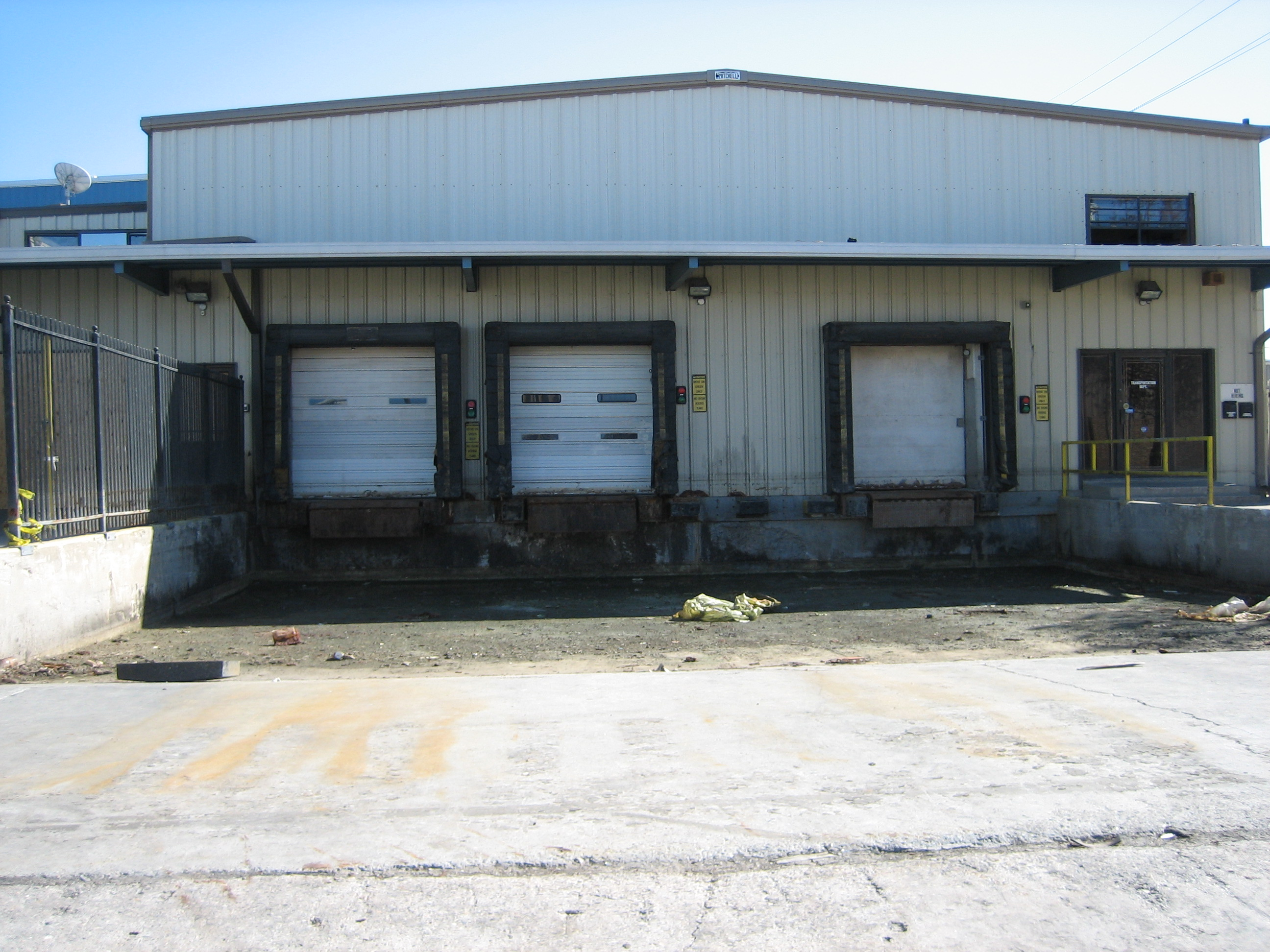
Muelles de carga
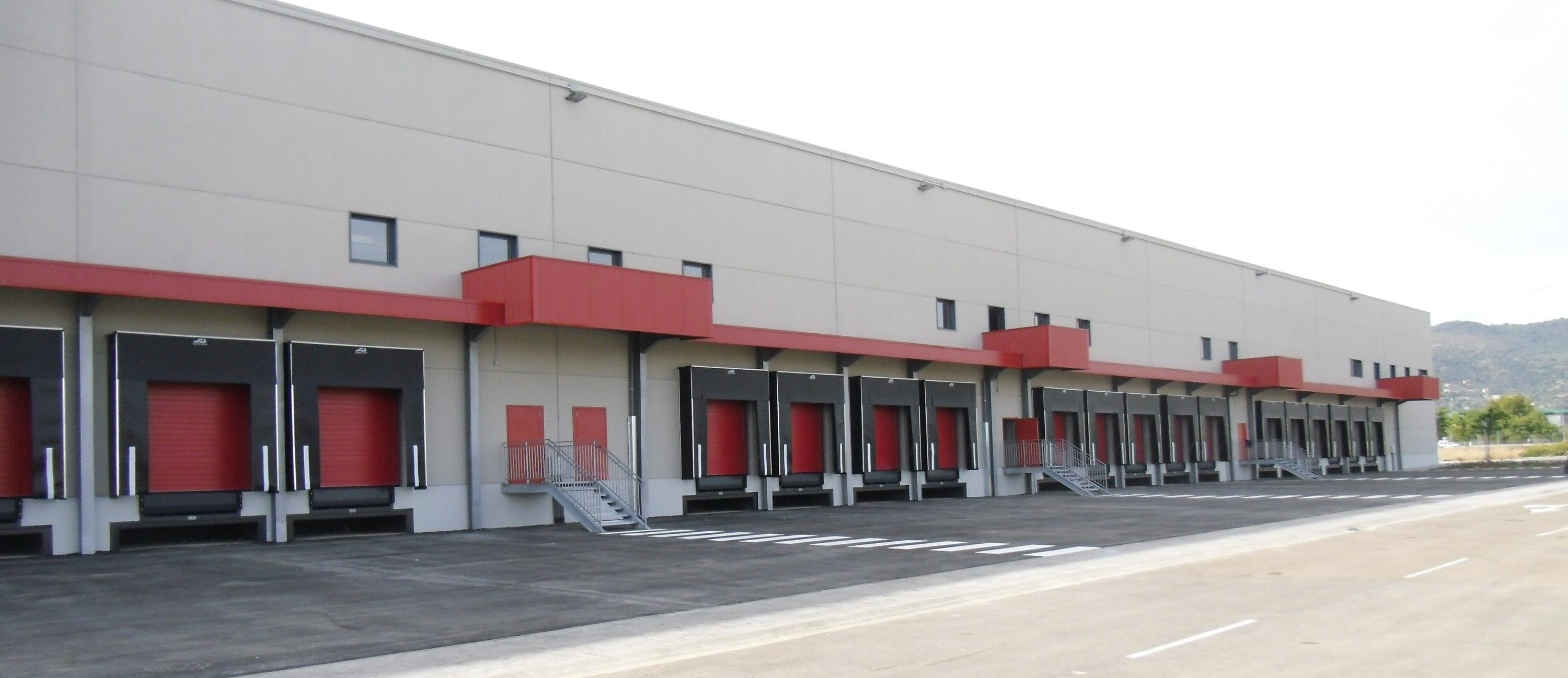
Muelle de carga para la compañía FCC en Córdoba (España)
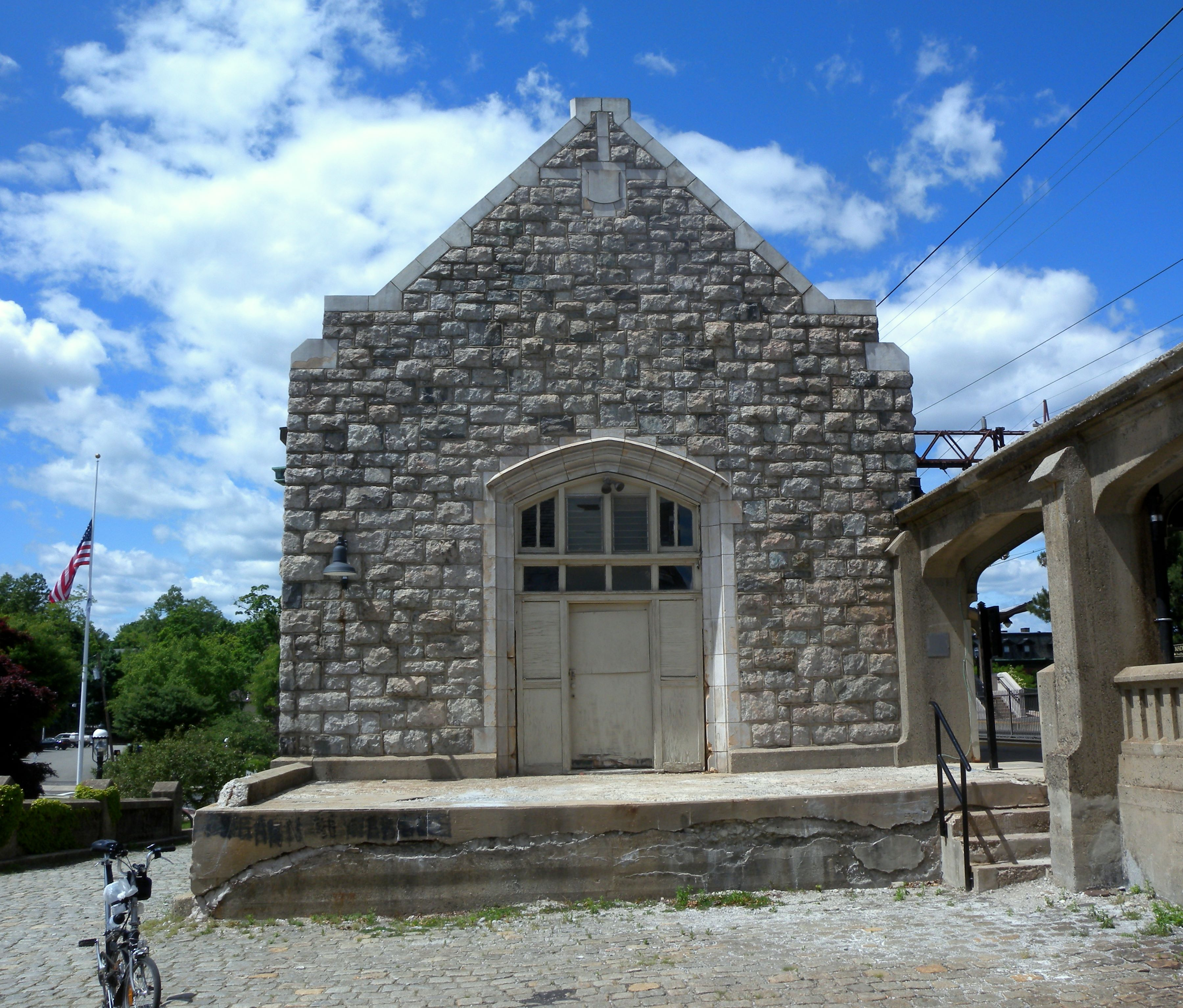
Antiguo muelle de carga de ferrocarril
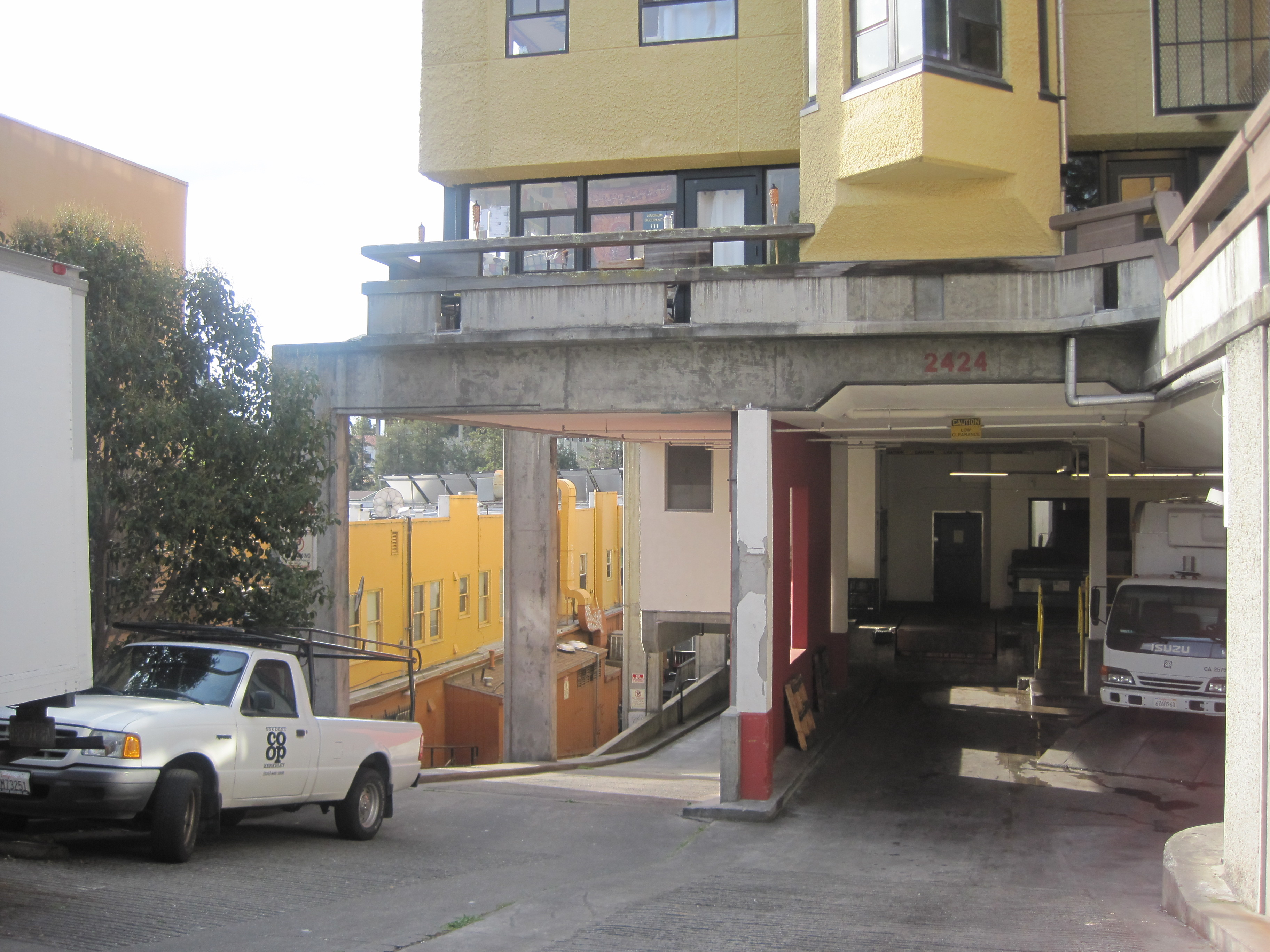
Muelle cubierto